# Discografia de Tarja Turunen
A discografia de Tarja Turunen,consiste em sete álbuns de estúdio, três álbuns ao vivo/vídeo, dois extended plays, quinze singles e treze vídeos musicais.
Tarja ficou conhecida como primeira vocalista da banda de metal sinfônico Nightwish, que a própria fundou juntamente com Tuomas Holopainen e Emppu Vuorinen, tendo lançado com eles cinco álbuns entre 1996 e 2005. Dessa forma, Tarja iniciou sua carreira solo em 2006, lançando o álbum natalino Henkäys Ikuisuudesta.
Em 2007, seu segundo disco My Winter Storm foi oficialmente lançado, e em 2010 o terceiro What Lies Beneath, ambos sucedidos por extensas turnês mundiais ao redor do mundo. Posteriormente Tarja lançou em 2012 seu primeiro trabalho ao vivo, Act I: Live in Rosario, que foi gravado na Argentina. Seu quarto álbum de estúdio, Colours in the Dark, também foi lançado no ano seguinte e o clássico Ave Maria - En Plein Air em 2015.
Mais tarde em 2016, Tarja lançou dois álbuns de estúdio, The Brightest Void e The Shadow Self, que partilham da mesma temática e conceito lírico. Durante os intervalos de lançamentos e concertos ao vivo, Tarja ainda realizou algumas participações com outros artistas e projetos musicais.

## Álbuns de estúdio
| Detalhes | Melhores posições nas paradas | Melhores posições nas paradas | Melhores posições nas paradas | Melhores posições nas paradas | Melhores posições nas paradas | Melhores posições nas paradas | Melhores posições nas paradas | Melhores posições nas paradas | Melhores posições nas paradas | Melhores posições nas paradas | Vendas      | Certificações                                            |
| Detalhes | ALE                           | AUT                           | BEL (Fla)                     | CHE                           | EUA Heat                      | FIN                           | HOL                           | HUN                           | SUE                           | SUI                           | Vendas      | Certificações                                            |
| --- | ----------------------------- | ----------------------------- | ----------------------------- | ----------------------------- | ----------------------------- | ----------------------------- | ----------------------------- | ----------------------------- | ----------------------------- | ----------------------------- | ----------- | -------------------------------------------------------- |
| Henkäys Ikuisuudesta - Lançamento: 8 de novembro de 2006 - Gravadora: Universal Music - Formato: CD                       | —                             | —                             | —                             | —                             | —                             | 2                             | —                             | —                             | —                             | —                             | - : 50.293+ | - FIN: 2× Platina                                        |
| My Winter Storm - Lançamento: 14 de novembro de 2007 - Gravadora: Universal Music - Formato: CD, LP, download digital     | 3                             | 11                            | 78                            | 33                            | 46                            | 1                             | —                             | 18                            | 41                            | 15                            | - : 28.903+ | - ALE: Ouro - CHE: Ouro - FIN: Platina - RUS: 2× Platina |
| What Lies Beneath - Lançamento: 1 de setembro de 2010 - Gravadora: Universal Music - Formato: CD, LP, download digital    | 4                             | 12                            | 46                            | 6                             | 24                            | 7                             | 45                            | 30                            | 45                            | 11                            |             |                                                          |
| Colours in the Dark - Lançamento: 30 de agosto de 2013 - Gravadora: Edel Music - Formato: CD, LP, download digital        | 6                             | 14                            | 34                            | 7                             | 13                            | 5                             | 29                            | —                             | 53                            | 20                            |             |                                                          |
| Ave Maria - En Plein Air - Lançamento: 11 de setembro de 2015 - Gravadora: earMusic - Formato: SACD, LP, download digital | —                             | —                             | 165                           | —                             | —                             | 31                            | —                             | —                             | —                             | —                             |             |                                                          |
| The Brightest Void - Lançamento: 3 de junho de 2016 - Gravadora: earMusic - Formato: SACD, LP, download digital           | 41                            | 55                            | 113                           | 11                            | —                             | 25                            | —                             | —                             | —                             | 35                            |             |                                                          |
| The Shadow Self - Lançamento: 5 de agosto de 2016 - Gravadora: earMusic - Formato: SACD, LP, download digital             | 7                             | 19                            | 37                            | —                             | 23                            | 13                            | —                             | —                             | —                             | 11                            | - : 5.000+  | - RUS: Ouro                                              |
| In the Raw - Lançamento: 30 de agosto de 2019 - Gravadora: earMusic - Formato: LP, download digital                       |                               |                               |                               |                               |                               |                               |                               |                               |                               |                               |             |                                                          |

## Álbuns ao vivo
| Detalhes                                                                                      | Melhores posições nas paradas | Melhores posições nas paradas | Melhores posições nas paradas | Melhores posições nas paradas | Melhores posições nas paradas |
| Detalhes                                                                                      | ALE                           | AUT                           | BEL (Fla)                     | FIN                           | SUI                           |
| --------------------------------------------------------------------------------------------- | ----------------------------- | ----------------------------- | ----------------------------- | ----------------------------- | ----------------------------- |
| Act I: Live in Rosario - Lançamento: 24 de agosto de 2012 - Gravadora: earMusic - Formato: CD | 5                             | 36                            | 99                            | 12                            | 48                            |
| Beauty and the Beat - Lançamento: 30 de maio de 2014 - Gravadora: earMusic - Formato: CD      | 67                            | —                             | —                             | —                             | —                             |
| Luna Park Ride - Lançamento: 29 de maio de 2015 - Gravadora: earMusic - Formato: CD           | 55                            | —                             | —                             | —                             | —                             |

## Álbuns de vídeo
| Detalhes                                                                                                | Melhores posições nas paradas | Melhores posições nas paradas | Melhores posições nas paradas | Melhores posições nas paradas | Melhores posições nas paradas |
| Detalhes                                                                                                | AUT                           | BEL (Wal)                     | FIN                           | SUE                           | SUI                           |
| --- | ----------------------------- | ----------------------------- | ----------------------------- | ----------------------------- | ----------------------------- |
| Act I: Live in Rosario - Lançamento: 24 de agosto de 2012 - Gravadora: earMusic - Formato: DVD, Blu-ray | 3                             | 2                             | 1                             | 8                             | 3                             |
| Beauty and the Beat - Lançamento: 30 de maio de 2014 - Gravadora: earMusic - Formato: DVD, Blu-ray      | 4                             | 7                             | 2                             | —                             | 5                             |
| Luna Park Ride - Lançamento: 29 de maio de 2015 - Gravadora: earMusic - Formato: DVD, Blu-ray           | 4                             | 5                             | 1                             | 2                             | 3                             |

## Extended plays(EPs)
| Título           | Detalhes                                                                                         |
| ---------------- | ------------------------------------------------------------------------------------------------ |
| The Seer         | - Lançamento: 1 de dezembro de 2008 - Gravadora: Universal Music - Formato: CD, download digital |
| Left in the Dark | - Lançamento: 4 de julho de 2014 - Gravadora: earMusic - Formato: CD, download digital           |

## Singles

### Como artista principal
| Ano  | Canção                                  | Melhores posições nas paradas | Melhores posições nas paradas | Melhores posições nas paradas | Melhores posições nas paradas | Certificações | Álbum                  |
| Ano  | Canção                                  | ALE                           | AUT                           | FIN                           | SUI                           | Certificações | Álbum                  |
| ---- | --------------------------------------- | ----------------------------- | ----------------------------- | ----------------------------- | ----------------------------- | ------------- | ---------------------- |
| 2004 | "Yhden Enkelin Unelma"                  | —                             | —                             | 1                             | —                             | - FIN: Ouro   | (single sem álbum)     |
| 2006 | "You Would Have Loved This"             | —                             | —                             | 5                             | —                             |               | Henkäys Ikuisuudesta   |
| 2007 | "I Walk Alone"                          | 16                            | 37                            | 6                             | 49                            |               | My Winter Storm        |
| 2008 | "Die Alive"                             | 76                            | —                             | —                             | —                             |               | My Winter Storm        |
| 2009 | "Enough"                                | —                             | —                             | —                             | —                             |               | My Winter Storm        |
| 2010 | "Falling Awake"                         | —                             | —                             | —                             | —                             |               | What Lies Beneath      |
| 2010 | "I Feel Immortal"                       | 55                            | —                             | —                             | —                             |               | What Lies Beneath      |
| 2010 | "Until My Last Breath"                  | —                             | —                             | —                             | —                             |               | What Lies Beneath      |
| 2011 | "Underneath"                            | —                             | —                             | —                             | —                             |               | What Lies Beneath      |
| 2012 | "Into the Sun"                          | —                             | —                             | —                             | —                             |               | Act I: Live in Rosario |
| 2013 | "Victim of Ritual"                      | —                             | —                             | —                             | —                             |               | Colours in the Dark    |
| 2013 | "500 Letters"                           | —                             | —                             | —                             | —                             |               | Colours in the Dark    |
| 2016 | "No Bitter End"                         | —                             | —                             | —                             | —                             |               | The Brightest Void     |
| 2016 | "Innocence"                             | —                             | —                             | —                             | —                             |               | The Shadow Self        |
| 2016 | "Demons in You" (com Alissa White-Gluz) | —                             | —                             | —                             | —                             |               | The Shadow Self        |

### Como artista participante
| Ano  | Canção                                              | Melhores posições nas paradas | Melhores posições nas paradas | Melhores posições nas paradas | Melhores posições nas paradas | Melhores posições nas paradas | Álbum             |
| Ano  | Canção                                              | ALE                           | AUT                           | EUA                           | HOL                           | SUI                           | Álbum             |
| ---- | --------------------------------------------------- | ----------------------------- | ----------------------------- | ----------------------------- | ----------------------------- | ----------------------------- | ----------------- |
| 2005 | "Leaving You for Me" (com Martin Kesici)            | 19                            | 44                            | —                             | —                             | 46                            | So What...?!      |
| 2010 | "The Good Die Young" (com Scorpions)                | —                             | —                             | —                             | —                             | —                             | Sting in the Tail |
| 2013 | "Paradise (What About Us?)" (com Within Temptation) | 81                            | —                             | 196                           | 80                            | 64                            | Hydra             |

## Participações
| Ano  | Artista                 | Álbum                                      | Faixa                                  |
| ---- | ----------------------- | ------------------------------------------ | -------------------------------------- |
| 2001 | Beto Vázquez Infinity   | Beto Vázquez Infinity                      | (Múltiplas faixas)                     |
| 2005 | Schiller                | Tag und Nacht                              | "Tired of Being Alone"                 |
| 2005 | Martin Kesici           | So What...?!                               | "Leaving You for Me"                   |
| 2007 | Nuclear Blast All-Stars | Nuclear Blast All-Stars: Into the Light    | "In the Picture"                       |
| 2009 | Doro Pesch              | Fear No Evil                               | "Walking with the Angels"              |
| 2009 | N/A                     | Maailman kauneimmat joululaulut            | (Múltiplas faixas)                     |
| 2010 | Scorpions               | Sting in the Tail                          | "The Good Die Young"                   |
| 2010 | Doro Pesch              | 25 Years in Rock... and Still Going Strong | "Walking with the Angels" "All We Are" |
| 2013 | Mike Oldfield           | Tubular Beats                              | "Never Too Far"                        |
| 2013 | Angra                   | Angels Cry 20th Anniversary Tour           | "Stand Away" "Wuthering Heights"       |
| 2014 | Within Temptation       | Hydra                                      | "Paradise (What About Us?)"            |
| 2015 | Lörihen                 | Aún sigo latiendo                          | "Castillos de Papel (Paper Castles)"   |
| 2016 | Schandmaul              | Leuchtfeuer                                | "Zu zweit allein"                      |

## Vídeos musicais

### Como artista principal
| Ano  | Canção                    | Diretor            |
| ---- | ------------------------- | ------------------ |
| 2007 | "I Walk Alone"            | Jörn Heitmann      |
| 2008 | "Die Alive"               | Uwe Flade          |
| 2010 | "Falling Awake"           | N/A                |
| 2010 | "I Feel Immortal"         | Jörn Heitmann      |
| 2010 | "Until My Last Breath"    | Jörn Heitmann      |
| 2010 | "Until My Last Breath II" | N/A                |
| 2012 | "Into the Sun"            | N/A                |
| 2013 | "Victim of Ritual"        | Florian Kaltenbach |
| 2013 | "500 Letters"             | Florian Kaltenbach |
| 2015 | "Ave Maria"               | N/A                |
| 2015 | "An Empty Dream"          | Mariano Cattaneo   |
| 2016 | "No Bitter End"           | N/A                |
| 2016 | "Innocence"               | Mariano Cattaneo   |

### Como artista participante
| Ano  | Canção                      | Diretor                   |
| ---- | --------------------------- | ------------------------- |
| 2005 | "Leaving You for Me"        | N/A                       |
| 2013 | "Paradise (What About Us?)" | Maarten Welzen & Tim Smit |
| 2016 | "Zu zweit allein"           | N/A                       |